# Y Tair Rhamant
Y Tair Rhamant [ə tair 'ŗamant] („Die drei Romanzen“) ist eine kymrische Sammelbezeichnung für drei Legenden aus der Umgebung der Arthursage, die bei kontinentalen Artus-Dichtern ebenfalls vorhanden sind. Es sind dies Iarlles y Ffynnawn („Die Frau vom Brunnen“, auch „Die Brunnengräfin“), Peredur fab Efrawg „Peredur, Sohn des Efrawg“ und Gereint fab Erbin  „Gereint, Sohn des Erbin“.

## Textgeschichte
Die Werke sind in einigen Versionen aus dem 13. und 14. Jahrhundert im Llyfr Gwyn Rhydderch („Das Weiße Buch von Rhydderch“) und im Llyfr Coch Hergest („Das Rote Buch von Hergest“) aufgezeichnet. Im „Roten Buch“ sind alle drei Geschichten enthalten, im älteren „Weißen Buch“ nur unvollständige Textfragmente.
Auf Grund ihrer Nähe zu den französischen, anglonormannischen und deutschen höfischen Romanen sind die drei Romanzen ein Sonderfall innerhalb der Arthur-Legenden und unterscheiden sich dadurch beispielsweise von Pa ŵr yw’r porthor? („Wer ist der Pförtner?“) oder Kulhwch ac Olwen („Kulhwchs Werbung um Olwen“). Ausführliche Beschreibung der Ritter, deren Kleidung, Waffen und Zier der Pferde, Schilderung der höfischen Sitten, Einzelkämpfe statt Gemeinschaftsunternehmungen, König Arthur als oberster Lehensherr statt Anführer einer mit magischen Fähigkeiten ausgestatteten Kriegerschar sind die an das kontinentale Ritterideal des 12. Jahrhunderts erinnernden Unterschiede zu den älteren Traditionen. Dieses völlige Zurücktreten des persönlichen ritterlichen Engagements von König Arthur zugunsten seiner Position als Landes- und Lehensherr – ganz im Gegensatz zu Kulhwch ac Olwen – entspricht den Artus-Romanen der Matière de Bretagne. Auch die frühere lokale Bindung an Wales, Cornwall und auch Irland weicht einem Geschehen in einer Märchenwelt.
[Bei den Y Tair Rhamant handelt es sich] um walisische Bearbeitungen französischer Texte, allerdings vor dem Hintergrund einer eigenständigen Sagentradition, aus der jene schon früher abgezweigt und in der für den Roman typischen Weise verändert worden waren.
Stilistische Unterschiede zwischen den drei Romanzen lassen auf verschiedene Autoren schließen, die jedoch alle die Romane Yvain ou Le Chevalier au lion, Li Contes del Graal ou Le roman de Perceval und Erec et Enide des Chrétien de Troyes gekannt haben müssen. Diese sogenannten „späteren Barden“ oder „Hofdichter“ (gogynfeirdd) sind die Nachfolger der cynfeirdd, der „ältesten Dichter“, zu denen unter anderen Taliesin, Aneirin und manchmal auch Llywarch Hen gezählt werden.
Daraus folgert, dass die drei Romanzen im Vergleich zu Chrétien sekundär sind und dessen Werke voraussetzen. Sprachliche und inhaltliche Formulierungen, französische Lehnwörter, die Position des christlichen Klerus, teilweise sogar Textübereinstimmungen – vom Professor für keltische Sprachen und Literaturen Joseph Loth (* 1847, † 1934) des Collège de France bereits vermerkt – sind deutliche Zeichen. Die Anpassung der französischen Romane durch die walisischen Autoren zeigt sich in genauer Kenntnis der Geographie und anderer Spezifika, der Aktualisierung an zeitgemäße örtliche Gegebenheiten und der (Wieder-)Einfügung bodenständiger Sagenmotive. Eine Änderung erfuhren die verwendeten Texte durch mündliche Rezeption, die dem Geschmack des walisischen Publikums entgegenkam.
Denn ursprünglich wurden diese Legenden mündlich überliefert, worauf noch einige Besonderheiten des Textes hinweisen. Nahezu jeder Satz wird mit ac („und“) begonnen, häufig kommt der Ausruf nachaf („siehe!“) vor und es gibt eine große Zahl stereotyp formelhafter Wendungen, wie sef a oruc ef … („das ist es, was er tat …“). Die Gegenspieler des Helden werden durchgehend als gwr du („schwarzer Mann“) charakterisiert. Das erzählerische Moment erkennt man auch daran, dass der erste Teil der Geschichte ausführlich und breit angelegt ist, während dem Ende zu das Tempo immer rascher wird und das Finale wie im Zeitraffer erscheint, als wolle der Vortragende die Geduld der Zuhörer nicht länger strapazieren. Dies ist unter dem Gesichtspunkt zu sehen, dass in Wales die Dichtung stets einen höheren Rang und eine bessere Formatierung und Qualität hatte als die Erzählkunst.
Unterschiede zur französischen Artus-Dichtung sind das fehlende Interesse an einer Liebesthematik (im französischen sans, als „Sinnangebot zur Deutung“, genannt) das nicht auf ein Desinteresse der Zuhörer an der höfischen Liebe entstand, sondern vermutlich aus dem Bemühen, aus dem Stoff wieder historische Heldensagen zu machen. Dies geschieht auch durch Einfügung von dem kontinentalen Text unbekannten Kämpfen mit (Wasser-)Dämonen (addanc, afanc), mit Hexen (gwiddnot) sowie der mythisch-zauberkräftigen Fähigkeiten der Protagonisten. Das gleichzeitige Bestehen vorchristlicher und christlicher Mythologie findet man in den drei Romanzen stärker als in anderen Werken.

## Die Drei Romanzen

### Die Frau vom Brunnen
Owein fab Urien, ein Ritter der Tafelrunde von König Arthur, reitet aus Abenteuerlust aus und tötet im Zweikampf einen geheimnisvollen Schwarzen Ritter. Später kommt er zu dessen Burg, verliebt sich in die Witwe seines Gegners, heiratet diese und wird so selbst zum Hüter der Quelle. Als Arthur mit seinen Rittern bei ihrer Suche nach den verschollenen Ritter Owein an der Quelle treffen, überrede ihn Gwalchmei fab Gwyar an den Hof zurückzukommen. Owein willigt ein, verspricht aber seiner Gattin, nach einer bestimmten Zeit heimzukehren. Weil er das allerdings, abgelenkt durch das Leben am Arthur-Hofe, versäumt, kommt es zur Trennung von ihr und erst nach vielen Abenteuern und Verwirrungen versöhnen sich die beiden wieder.

### Peredur, Sohn des Efrawg
Die Sage erzählt über die Entwicklung Peredurs vom unwissenden Jüngling zum von allen geachteten Mitglied der Tafelrunde von König Arthur. Nach dem Tod seines Vaters zieht sich die Mutter mit dem Knaben in die Waldeinsamkeit zurück, wo er als einfältiger Tor aufwächst. Er entflieht schließlich seiner Mutter, als er zum ersten Male Rittern begegnet: Da er diese für ihn neue Welt kennenlernen will, reitet er zur Residenz des Königs. Am Arthurhof beschließt er, ein Ritter zu werden und lernt den Umgang mit dem Schwert. Er befreit die Herrin einer Burg von ungebetenen Freiern und gewinnt sie dadurch für sich. Später wehrt er einen Überfall der „Hexen von Gloucester“ (gwidonot Caer Loyw) ab. Eine der Hexen verschafft ihm, als Dank für die Schonung ihres Lebens, Pferd und Waffen und unterrichtet ihn in ihrem Gebrauch. Nach einiger Zeit kommt er allerdings mit anderen Rittern der Tafelrunde zurück und erschlägt alle Hexen.

### Gereint, Sohn des Erbin
Gereint will eine Schmach rächen, die ihm und einer Jungfrau aus dem Gefolge von Gwenhwyfar durch einen geheimnisvollen Ritter fernab vom Arthur-Hof zugefügt wurde. Bei der Verfolgung seines Gegners nimmt er Quartier bei einem verarmten Edelmann und lernt dort dessen Tochter kennen. Er verhilft dem Vater des Mädchens wieder zu seinem Besitz, gewinnt das Mädchen als Braut und feiert nach seiner Rückkehr an den Hof Hochzeit mit ihr. Gereint übernimmt von seinem alten Vater die Herrschaft in dessen Reich. Da kommt es zum Streit zwischen den beiden Ehegatten, die einander aus einem Missverständnis der Untreue verdächtigen. Gereint zwingt Enid, gemeinsam mit ihm als sein Schildknappe auf Abenteuersuche auszureiten, wobei er sie sehr streng behandelt. Erst nach vielen erfolgreich bestandenen gefährlichen Abenteuern, bei denen er fast getötet und von Enid gesund gepflegt wird, erkennt Gereint endlich Enids Treue und die beiden versöhnen sich.